# Lisa Sabino
Lisa Sabino (Mendrisio, 26 luglio 1986) è una tennista svizzera con cittadinanza italiana.
Vincitrice di diciassette titoli nel singolare e trentaquattro titoli nel doppio nel circuito ITF, il 1º dicembre 2008 ha raggiunto la sua migliore posizione nel singolare WTA piazzandosi al 315º posto. Il 10 agosto 2009 ha raggiunto il miglior piazzamento mondiale nel doppio alla posizione n°292.
Il suo miglior ranking junior è la 73ª posizione; Lisa ha preso parte anche al torneo junior del Roland Garros. Nel 2013 ha giocato per la Svizzera alle XXVII Universiadi a Kazan (Russia), dove ha vinto la medaglia di bronzo nel doppio misto.